# جری راولینگز
جری راولینگز (انگلیسی: Jerry Rawlings؛ زادهٔ ۲۲ ژوئن ۱۹۴۷ – درگذشته ۱۲ نوامبر ۲۰۲۰) یک سیاست‌مدار اهل غنا بود.